# 西光万吉

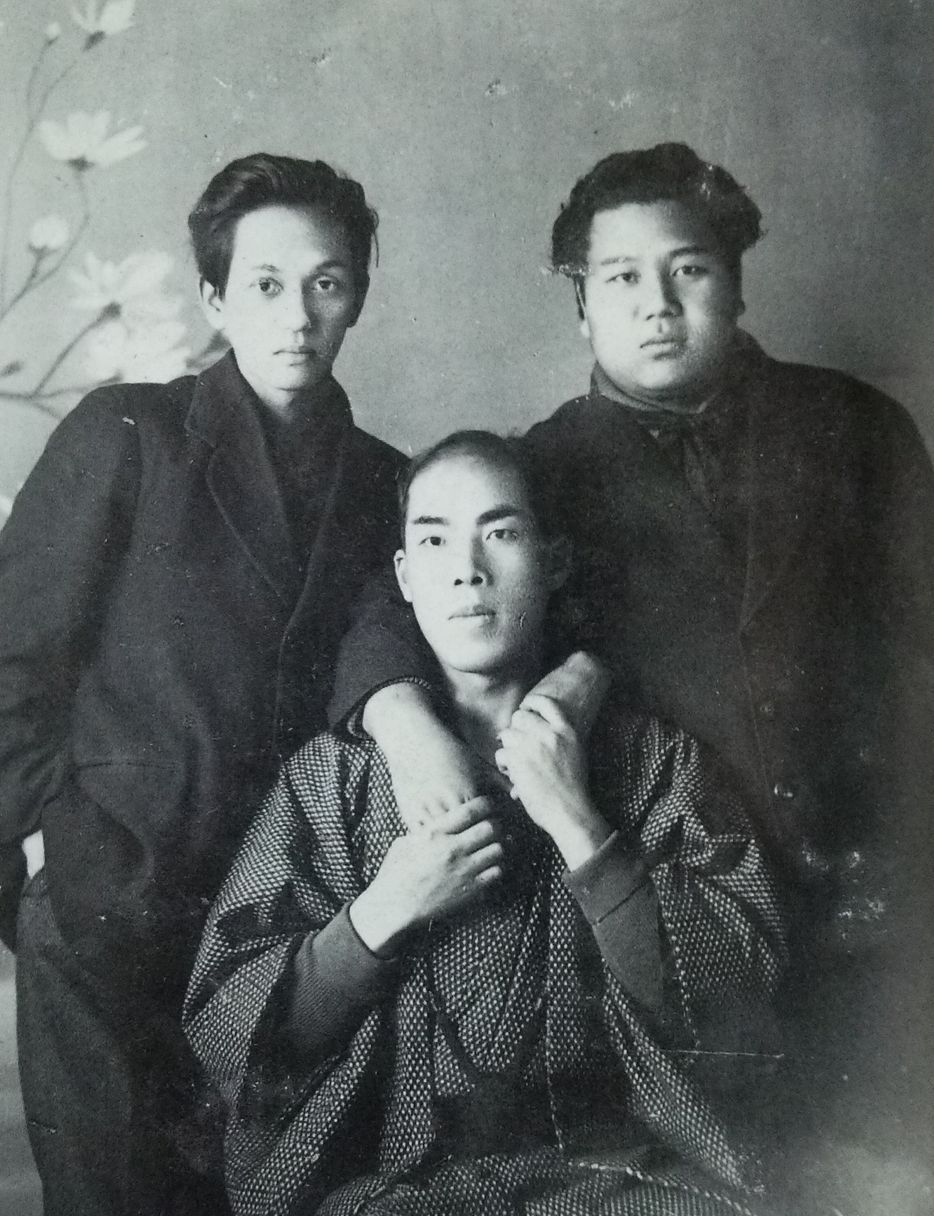
左側の人物が西光　駒井喜作(中央)、泉野利喜蔵(右側)とともに　1922年

西光 万吉（さいこう まんきち、1895年（明治28年）4月17日 - 1970年（昭和45年）3月20日）は、戦前日本の部落解放・社会運動家、政治運動家、著述家。本名は清原一隆。

## 人物
全国水平社設立の中心人物で、水平社旗の意匠の考案者および水平社宣言の起草者として知られる。従弟の亀本源十郎も水平社で活動していた。
奈良県御所市の被差別部落の寺院、浄土真宗本願寺派西光寺に生まれる。多感な青年期に受けた数々の差別に悩み、学校を転々とし離郷して画家志望となるなど出自をめぐる悩みを経験。その頃に起きた米騒動に触発され、同郷の盟友である阪本清一郎（後の水平社共同設立者）、駒井喜作らと共に青年運動、社会改造運動に没入していった。この頃から多くの社会活動家に面会するなどしているが、そのきっかけは、「主義者は部落民を差別しないから」（晩年の述懐）という単純な理由であったといわれる。また佐野学が1921年に発表した「特殊部落民解放論」から大きな影響を受け全国水平社設立につながった。
労働農民党、第二次共産党に参加したが、三・一五事件で検挙されて投獄、思想転向を迫られた。結局、転向書を提出して仮出獄後は国粋主義に傾倒し、皇国農民同盟などの極右団体を指揮した。国家主義の観点から大日本青年党と協同し、一君万民、天皇制の下で部落意識の解消を図ろうとする「新生運動」を起こした。さらに阪本とともに石川準十郎の大日本国家社会党に入党して国家社会主義運動に加わる。
第二次世界大戦後は、一転して日本の再軍備に反対し、戦地または貧困地域に非武装集団｢和栄隊｣を派遣する「不戦和栄」を訴えた。原水爆禁止運動にも加わるなど社会運動にも取り組んだが、部落問題に関わることはなかった。生前に公の場で半生を回顧する機会もなく、画家として余生を送った。
後世の評価には、部落解放運動における西光の水平社宣言がクローズアップされる一方、思想転向後の経歴は黙殺されることも多い。永六輔は1968年頃に芸能史の取材で西光と会っているが、「ひょっとしてあなたは、水平社宣言をお書きになった先生ですか」と永に尋ねられた西光は非常に困惑した顔を見せたという。
晩年は和歌山県打田町に自宅を構えた。1970年3月20日、腹膜炎のため和歌山赤十字病院で死去。74歳。
国際語エスペラントを水平社設立のころ独習し、晩年の1967年には「世界連邦主義者エスペラント会」にも参加した。

## 略歴
- 1895年（明治28年） - 奈良県南葛城郡掖上村（現・御所市）の穢寺（被差別寺院）であった浄土真宗本願寺派西光寺の長男として生まれる。
- 1901年（明治34年） - 掖上尋常小学校（現・御所市立掖上小学校）入学。幼少時より絵画の才に秀でていたとされる。
- 1905年（明治38年） - 御所高等小学校入学。
- 1909年（明治42年） - 奈良県立畝傍中学校（現・奈良県立畝傍高等学校）入学。
- 1911年（明治44年） - 平安中学校（現・龍谷大学付属平安高等学校）に編入学、翌年中退。
- 1913年（大正2年） - 東京の日本美術院で日本画を学ぶ。同年の国民美術展覧会に入賞。
- 1914年（大正3年） - 二科展入選。名を生家にちなみ西光万吉と改める。
- 1916年（大正5年） - 阪本清一郎との共同生活に入る。
- 1917年（大正6年） - 病気を患い奈良に帰郷。
- 1919年（大正8年） - 郷里において『黒潮会』（柏原青年共和団）を発起し、スラウェシ島移住をめざす。同郷の阪本、駒井が参加。
- 1920年（大正9年） - 賀川豊彦の消費組合運動に触発され、郷里において阪本が『燕会』を発起。西光は消費組合部担当となる。社会主義同盟に参加。
- 1921年（大正10年） - 『特殊部落民解放論』の著者、佐野学に会うため上京。帰郷後、阪本、駒井らとともに社会主義の「青年同志会」を発足し、水平社創立の準備にかかる。
- 1922年（大正11年） - 大阪市内中之島公会堂で開催された大日本平等会発会式（2月21日）の場において、水平社創立の旨を広く宣伝する。3月3日、京都の岡崎公会堂にて全国水平社創立大会を開き、水平社宣言を発表。
- 1924年（大正13年） - 日本農民組合常任委員に就き、主に奈良県下の無産政党の組織化活動を行う。
- 1926年（大正15年） - 労働農民党の結成に参加、中央委員に就く。
- 1928年（昭和3年） - 日本共産党に入党するも、三・一五事件で検挙され投獄。
- 1933年（昭和8年） - 共産主義から転向して仮釈放ののち、阪本とともに『街頭新聞』を発刊。言論活動を行うとともに大日本国家社会党に入党。
- 1939年（昭和14年） - 奈良県議会議員に補欠当選。
- 1941年（昭和16年） - 住居を和歌山県那賀郡打田町（現・紀の川市）に移す。（現在ここに「不戦和栄の碑」が立っている）。
- 1970年（昭和45年） - 和歌山赤十字病院にて没。享年76。

## その他
- 幼年期より絵画の才能に恵まれており、早くから数々の賞を受けるなど実力を認められていた。晩年には画家としても多くの作品を残している。
- 青年時代に転入学を繰り返しているが、教師や級友などの出自に対する差別行為から逃れるためだったといわれる。こうした被差別体験による逃避意識は、後年のセレベス移住計画の伏線ともなった。
- 住井すゑ著「橋のない川」に登場する小森村安養寺の息子、村上秀昭（秀坊ん）のモデルとされる。
- 和歌山県紀の川市の寓居跡に「不戦和栄の碑 - 西光万吉永住の地」の碑がある。
- 大阪人権博物館内には、水平社宣言を記念した「西光万吉記念室」が置かれている。

## 関連書籍
- 『西光万吉著作集』全4巻 （涛書房）
- 『西光万吉集』（解放出版社） ISBN 4759244042
- 『戯曲・沢村辰之助』（『戯曲沢村辰之助』刊行委員会） ISBN 4759250069
- 塩見鮮一郎『西光万吉の浪漫』（解放出版社） ISBN 4759250115
- 吉田智弥『忘れさられた西光万吉 ― 現代の部落「問題」再考』（明石書店） ISBN 4750315990
- 師岡佑行『西光万吉 ― 人と思想』（清水書院） ISBN 4389411101
- 宮橋國臣『至高の人 西光万吉 ― 水平社の源流・わがふるさと』（人文書院） ISBN 4409240625